# Фискалитети
Фискалитети (дажбине) су изведени (деривативни) приходи државе. Јавно-правни колективитети их остварују из извора (доходак, добит, приходи, имовина итд) којима примарно располажу вандржавни субјекти (правна и физичка лица). Формирају се у процесу прерасподеле новостворене вредности. Имају карактер јавно-правних прихода, пошто се стичу по основу државног фискалног суверенитета и по јавно-правним мерилима.

## Карактеристике
Дажбине су бесповратна обавезна давања која држава установљава законом, уводи и наплаћује на основу фискалног суверенитета ради формирања опште масе средстава за задовољавање јавних потреба. Опште карактеристике дажбина су следеће:
- То су обавезна (принудна) давања.
- Утврђује их држава на основу фискалног суверенитета.
- Законом се установљавају.
- То су материјалне обавезе у новчаном облику које се морају извршити под претњом принуде и санкција.
- Код дажбина се заснива јавно-правни однос.
- Бесповратна су давања.
- Нису кредитни облик издавања новца.
- Путем дажбине врше се акти финансирања.
- Врши се плаћање – издавање новца без аката размене
- Приходи од дажбина по правилу се концентришу у буџет.
- Уливају се у општу масу средстава за задовољавање јавних потреба.
- Не везују се за накнађивање појединих услуга, задатака или функција друштвено-политичких заједница.
- Служе за задовољавање општих друштвених, односно јавних или државних потреба. Дакле, не за остваривање појединачних или личних мерљивих интереса или потреба.

## Подела
Постоје три врсте дажбина или фискалитета:
- порези
- таксе
- царине

Доприноси имају низ специфичности па имају карактер парафискалитета. По финансијским ефектима порези су најзначајнија врста дажбина. Путем пореза држава остварује преко 75% дажбинских прихода. Код такса присутна је веза између новчаног давања у овом облику и чинидбе, услуге и појединачне користи која се постиже одређеном радњом или делатношћу јавно-правног тела. Царине се користе по правилу из екстрафискалних разлога (нпр. заштита домаће привреде). Финансијски мотив, за разлику од пореза, има секундарни значај. Везане су за конкретне економске трансакције (превасходно увозне), а не за економску снагу као што је то случај са порезима. Међутим, и оне представљају обавезна давања и служе за задовољавање јавних потреба.